# Podrost

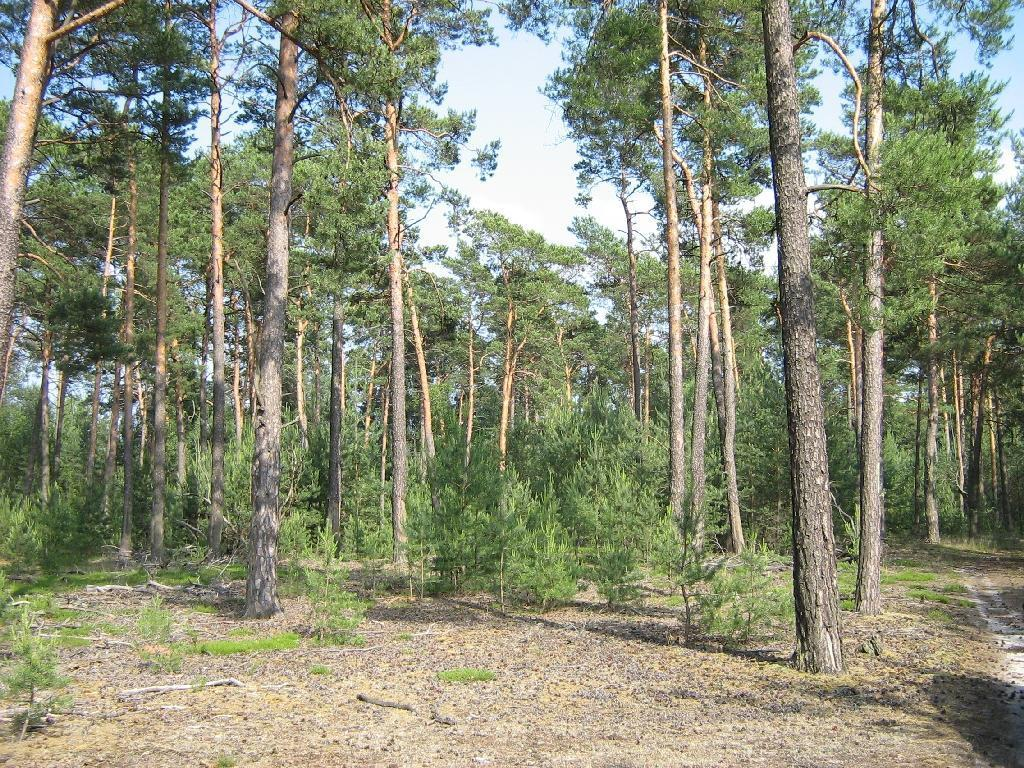
Podrost sosnowy w lesie sosnowym.

Podrost – faza rozwoju drzewostanu następująca po nalocie, obejmująca młode pokolenie drzew gatunków lasotwórczych pochodzących często z samosiewu. Do podrostu zaliczane są drzewa o wysokości powyżej 0,5 m, występujące pod okapem wyższych pięter drzewostanu, a w przyszłości mogące odgrywać rolę głównego drzewostanu.
W zwartym podroście w wyniku zwierania koron i zmiany warunków świetlnych może następować obumieranie dolnych gałęzi, prowadząc do naturalnego oczyszczania się pni.